# Gorki Leninskiye
Gorki Leninskiye (em russo: Го́рки Ле́нинские) é um assentamento de tipo urbano localizado no Distrito Leninsky em Oblast de Moscou, Rússia, 10 quilômetros ao sul dos limites de Moscou e do anel viário da cidade. No censo realizado em 2010, a  população da cidade era de 3.856 pessoas.

## História
A propriedade de Gorki pertenceu a vários nobres moscovitas durante o século XVIII, terminando como posse do General Anatoly Reybot, que foi governador-geral de Moscou durante a Revolução de 1905. Depois de sua morte, a propriedade passou para sua viúva, Zinaida Morozova. Ela contratou o arquiteto russo mais extravagante, Fyodor Schechtel, para remodelar a mansão ao estilo neoclássico da época, construindo um pórtico jônico de seis colunas.[carece de fontes?]
Depois que o governo soviético se mudou para Moscou em 1918, a propriedade de luxo foi nacionalizada e convertida em datcha de Vladimir Lenin. Em setembro de 1918, o líder soviético passou um bom tempo em Gorki para se recuperar de uma tentativa de assassinato, retornando a ação política só um tempo depois. Em 15 de maio de 1923, Lenin seguiu o conselho do médico e deixou o Kremlin voltando para Gorki. Viveu lá em semi-aposentadoria até sua morte em 21 de janeiro de 1924.[carece de fontes?]
Após a morte de Lenin em 1924, Gorki foi renomeada para Gorki Leninskiye, e a casa preservada como museu, juntamente com alguns bens de Lenin. Em 1987, foi construído na propriedade um grande museu sobre a vida do líder soviético, contendo alguns artefatos importantes como o Testamento de Lenin, transcrito por Nadežda Krupskaja. O apartamento e escritório do Kremlin utilizados por Lenin foram reconstruídos em um prédio separado, e um monumento representando "A morte do líder" foi inaugurado no parque em 1958.[carece de fontes?]